# Medzibrodie nad Oravou
Medzibrodie nad Oravou (Hongaars: Medzibrogy) is een Slowaakse gemeente in de regio Žilina, en maakt deel uit van het district Dolný Kubín.
Medzibrodie nad Oravou telt 475 inwoners.